# 马龙乡 (会东县)
马龙乡，是中华人民共和国四川省凉山彝族自治州会东县曾经下辖的一个乡。

## 行政区划
马龙乡撤销前下辖以下地区：
前进村、马龙村、沟口村、半边街村、跃进村和海光村。